# Ligamento periodontal
Ligamento periodontal es un componente del periodonto, y es el conjunto de fibras colágenas, elásticas y oxitalánicas, que mediante una especie de estuche vasculonervioso une los dientes al hueso alveolar de los maxilares. Sostiene el diente dentro de la encía ya que forma parte del periodonto de inserción. El cemento radicular y el hueso alveolar, también cumple funciones de sensibilidad, nutrición, mecánicas y remodelación celular.

## División
Las fibras periodontales se organizan en principales y accesorias (elásticas u oxitalánicas) las cuales rodean paralelamente y regulan la vascularización, las principales se subdividen en 5 grupos distintos:
- Grupo de la cresta alveolar. Se extienden desde el área cervical del diente (cuello) hacia la cresta alveolar.

- Grupo horizontal. Son las fibras que se dirigen horizontalmente desde el diente hacia el hueso alveolar.

- Grupo oblicuo: Son las fibras que se extienden oblicuamente desde el cemento dental hacia el hueso alveolar.

- Grupo apical: Son las fibras que van desde el ápice del diente (extremo de la raíz dental) hacia el hueso alveolar.

- Grupo interradicular: Son las fibras que se encuentran entre las raíces de los dientes multirradiculares.

- Datos: Q540092